# Big City Nights
«Big City Nights» es una canción de la banda alemana de hard rock y heavy metal Scorpions, publicada como sencillo en 1984 por los sellos Harvest/EMI y Mercury Records e incluida como la sexta pista del álbum Love at First Sting (1984). Escrita por el vocalista Klaus Meine y el guitarrista Rudolf Schenker, la prensa de la época la definió como un tema de hard rock, heavy metal y arena rock, cuya letra trata sobre la vida nocturna en las grandes ciudades. 
Una vez que salió al mercado como el tercer sencillo de Love at First Sting, obtuvo una pobre recepción en las listas musicales, ya que únicamente entró en el Mainstream Rock Tracks de los Estados Unidos y en el UK Singles Chart del Reino Unido. No obstante, se convirtió en una de las canciones que más toca Scorpions en directo y, por ello, ha figurado en las distintas producciones en vivo, tanto de audio como en video. A su vez, la banda la ha arreglado en los formatos sinfónico y acústico para los álbumes Moment of Glory (2000) y MTV Unplugged - Live in Athens (2013), respectivamente.

## Composición y grabación
La música la compuso el guitarrista Rudolf Schenker y la letra la escribió el vocalista Klaus Meine. La inspiración vino después de que tuvieron una fiesta en un hotel de Tokio en 1982; Schenker relató que cuando se fue acostar corrió las cortinas de su habitación y, a través de su ventana, vio la ciudad con la luz del sol asomando por el horizonte. Luego de llamar a Meine para que también lo observara, a él se le ocurrió relatar una historia acerca de la vida nocturna en las grandes ciudades. Considerada una canción de hard rock, heavy metal y arena rock, el bajista Francis Buchholz señaló que la compusieron para ser reproducida en las radios y conquistar el mercado estadounidense. Junto con «As Soon as the Good Times Roll» y «Still Loving You», es la tercera pista del álbum en que el solo de guitarra es interpretado por Schenker en vez de Matthias Jabs.

## Lanzamiento y recepción comercial
«Big City Nights» salió a la venta el 20 de agosto de 1984 a través de Harvest/EMI y Mercury Records. Editado en los formatos vinilo de 7" y 12", su lado B lo ocupó «Bad Boys Running Wild». Una vez en el mercado, logró una pobre atención en las listas musicales, ya que solo ingresó en dos de ellas; alcanzó el puesto 76 en el UK Singles Chart del Reino Unido y el 14 en el Mainstream Rock Tracks de los Estados Unidos.

## Video musical

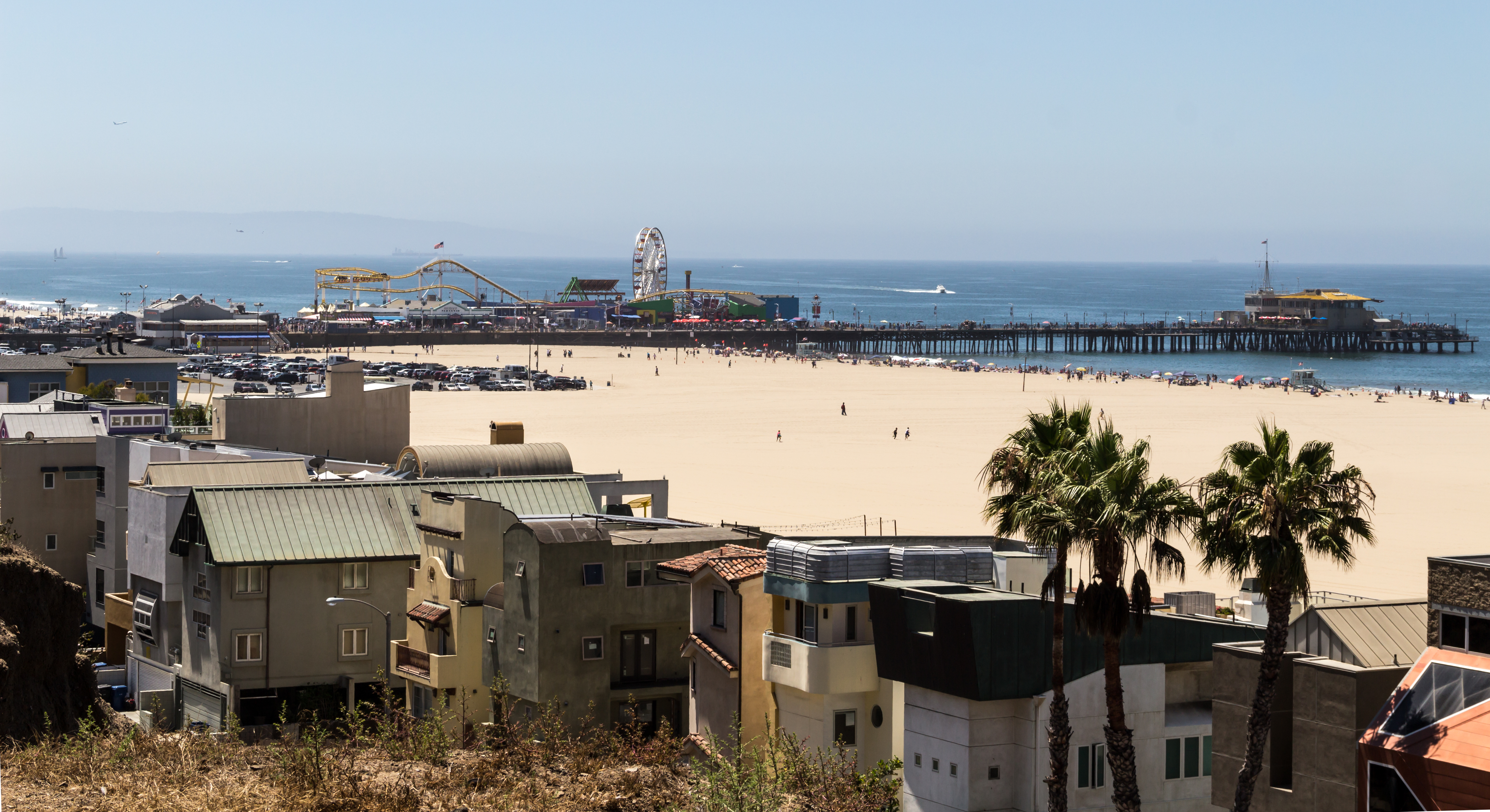
En el videoclip aparecen diversas imágenes, entre ellas de la playa de Santa Mónica en California

En 1985, se realizó la grabación del videoclip, cuya dirección quedó a cargo de Hart Perry y Marty Callner de la productora audiovisual Cream Cheese Productions. Cabe señalar que Perry ya había colaborado con Scorpions cuando dirigió el video musical de «No One Like You» en 1982. En esta ocasión, se registró para promocionar el doble álbum en vivo World Wide Live, por ese motivo posee la pista de audio y varias imágenes del VHS de dicha producción.

## Interpretaciones en vivo
Con el paso de los años, Scorpions ha la interpretado en vivo en varias ocasiones, por eso ha figurado en la gran mayorías de sus giras de concierto como Love at First Sting Tour (1984-1986), Crazy World Tour (1990-1991) o Humanity World Tour (2007-1009). De algunas presentaciones en vivo se registró para sus distintas producciones en vivo como World Wide Live (1985), Crazy World Tour Live...Berlín 1991 y Live 2011: Get Your Sting and Blackout (2011). En 2013, la banda la arregló en formato acústico para el álbum unplugged MTV Unplugged - Live in Athens.

## Versiones
En el año 2000 la banda grabó una versión sinfónica con la Orquesta Filarmónica de Berlín para el disco Moment of Glory, junto al exvocalista de Genesis, Ray Wilson, como músico invitado. En 2011, Scorpions la regrabó con la tecnología de ese tiempo para el recopilatorio Comeblack, aunque figuró como pista adicional en ciertos países. Por otro lado, también ha sido versionada por otros artistas; por ejemplo, Fozzy la incluyó en su disco Happenstance de 2002. En 2008, el guitarrista de Dokken, George Lynch, la grabó con el fallecido cantante de Quiet Riot, Kevin DuBrow, para el álbum tributo Scorpion Tales.

## Lista de canciones
| N.º | Título                  | Escritor(es)              | Duración |  |
| 1.  | «Big City Nights»       | Schenker, Meine           | 4:08     |  |
| 2.  | «Bad Boys Running Wild» | Schenker, Meine, Rarebell | 3:53     |  |

## Posicionamiento en listas musicales
| País           | Lista                  | Posición |
| -------------- | ---------------------- | -------- |
| Estados Unidos | Mainstream Rock Tracks | 14       |
| Reino Unido    | UK Singles Chart       | 76       |

## Músicos
- Klaus Meine: voz
- Rudolf Schenker: guitarra rítmica y guitarra líder (solo)
- Matthias Jabs: guitarra rítmica
- Francis Buchholz: bajo
- Herman Rarebell: batería